# Lambertsnoot
De lambertsnoot, sint-lambertsnoot of lambertusnoot (Corylus maxima) is een bladverliezende struik uit de berkenfamilie (Betulaceae). De soort is inheems in het zuidoosten van Europa en in Klein-Azië, van het Balkanschiereiland tot de Turkse provincie Ordu. De noot is genoemd naar Lambertus van Maastricht, omdat de noten rond diens naamdag (17 september) rijp zijn.

## Kenmerken
De lambertsnoot bereikt een hoogte van 6 tot 10 meter en heeft een stam van maximaal 20 centimeter doorsnede. De struik lijkt sterk op de verwante hazelaar (Corylus avellana). De ronde bladeren zijn echter meestal wat groter, ze worden 5 tot 12 centimeter lang en 4 tot 10 centimeter breed. De bladrand is grof dubbelgetand. 
In de late winter komt de lambertsnoot in bloei. De mannelijke katjes zijn vaalgeel en worden 5 tot 10 centimeter lang. De felrode vrouwelijke katjes meten slechts 1 tot 3 millimeter en groeien in clusters van 1 tot 5 bij elkaar.
De lambertsnoot heeft, net als veel andere Corylus-soorten, hazelnoten als vruchten. De noten van de lambertsnoot zijn groter dan die van de hazelaar. Ze zijn 1,5 tot 2,5 centimeter lang en worden geheel omgeven door een 3 tot 5 centimeter lang napje, waarvan de uitsteeksels tot ver voorbij de navel van de noot reiken.

## Toepassingen
De hazelnoot van de lambertsnoot is eetbaar en wordt vaak toegepast in gemengde notenmixen. 

## Cultivars
De bruine hazelaar (Corylus maxima 'Purpurea') is een cultivar met paarse bladeren die vaak wordt toegepast als sierplant in tuinen.

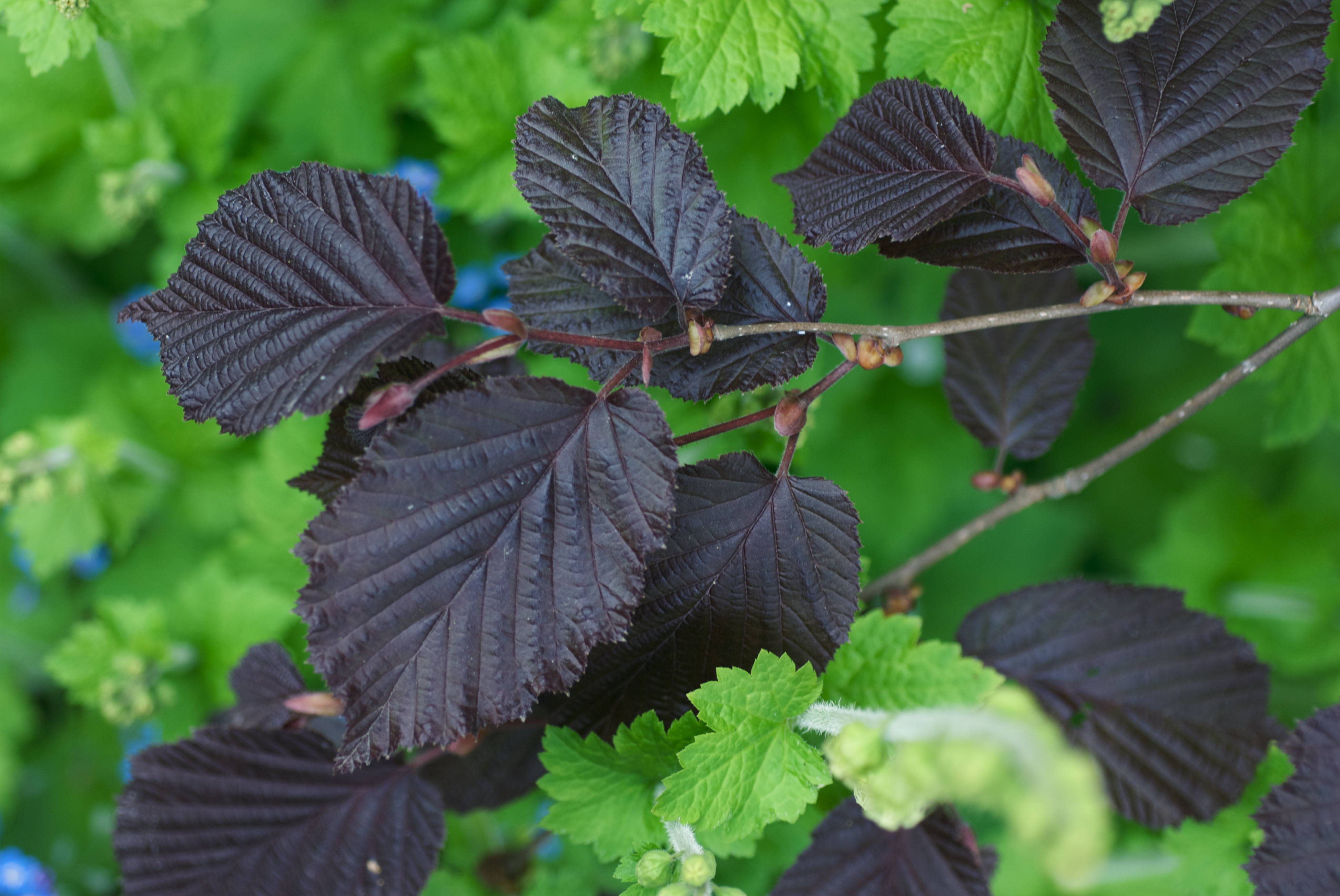
Bruine hazelaar (Corylus maxima 'Purpurea')

... · 
C. avellana (Hazelaar) · 
C. avellana 'Contorta' (Kronkelhazelaar) · 
C. colurna (Boomhazelaar) · 
C. maxima (Lambertsnoot) · 
C. maxima 'Purpurea' (Bruine hazelaar) · 
...